# Shortstown
Shortstown är en by och civil parish i kommunen Bedford i Bedfordshire, England. Byn är belägen 3 km från Bedford. Orten har 2 437 invånare (2018). De civil parish bildades den 1 april 2019.